# ヴァルフルヴァ
ヴァルフルヴァ（伊: Valfurva）は、イタリア共和国ロンバルディア州ソンドリオ県にある、人口約2,500人の基礎自治体（コムーネ）。

## 地理

### 位置・広がり
ソンドリオ県北東部のコムーネ。ボルミオから東へ3km、県都ソンドリオから北東へ53km、州都ミラノから北東へ146kmの距離にある。

#### 隣接コムーネ
隣接するコムーネは以下の通り。BSはブレシア県、BZはボルツァーノ自治県、TNはトレント自治県所属。
- ボルミオ
- マルテッロ (BZ)
- ペーイオ (TN)
- ポンテ・ディ・レーニョ (BS)
- ソンダロ
- ステルヴィオ (BZ)
- ヴァルディソット

### 地震分類
イタリアの地震リスク階級 (it) では、3 に分類される
。

## 行政

### 山岳部共同体
広域行政組織である山岳部共同体「アルタ・ヴァルテッリーナ山岳部共同体」 (it:Comunità montana Alta Valtellina) （事務所所在地: ボルミオ）を構成するコムーネの一つである。

### 分離集落
ヴァルフルヴァには以下の分離集落（フラツィオーネ）がある。
- Cadalberto, Canareglia, Fantelle, Madonna dei Monti, Niblogo, Plazzanecco, Plazzola, San Gottardo, San Nicolò, Santa Caterina, Sant'Antonio, Teregua, Uzza

## 人物

### 著名な出身者
- アキッレ・コンパニョーニ（英語版） - 登山家、K2初登頂者の一人。